# Chalcura partiglabra
Chalcura partiglabra är en stekelart som först beskrevs av Girault 1926.  Chalcura partiglabra ingår i släktet Chalcura och familjen Eucharitidae. Inga underarter finns listade i Catalogue of Life.